# Supermarine

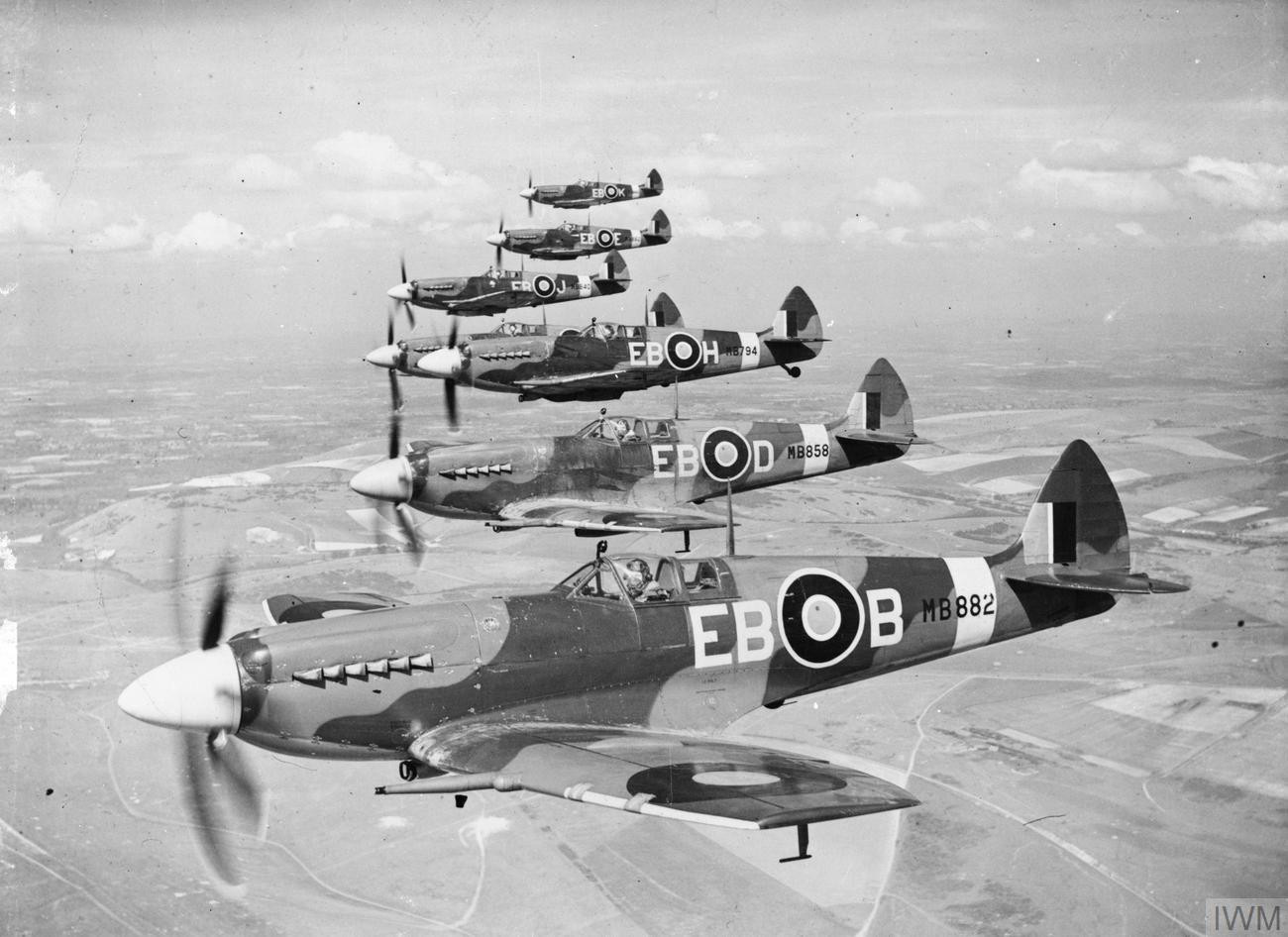
Spitfire LF Mk XII

Supermarine Aviation Works Ltd. byl britský letecký výrobce se sídlem ve Woolstonu ve městě Southampton. Vzniklo zde množství hydroplánů a slavná stíhačka Supermarine Spitfire.
Společnost založil v roce 1913 Noel Pemberton Billing pod názvem Pemberton-Billing Ltd. se zaměřením na námořní letadla. Vyrobila také několik prototypů, čtyřplošníků, k sestřelování Zeppelinů – Supermarine P.B.29 a Supermarine Nighthawk. V roce 1916 se stal Pemberton-Billing členem parlamentu, firmu prodal a její název se změnil na Supermarine Aviation Works Ltd. Letouny společnosti dosáhly úspěchů ve Schneiderově poháru, např. v letech 1927, 1929 a 1931. V roce 1928 převzal společnost Supermarine koncert Vickers-Armstrongs jako Supermarine Aviation Works (Vickers) Ltd a v roce 1938 byla letecká část společnosti Vickers-Armstrongs reorganizována, čímž vznikla Vickers-Armstrongs (Aircraft) Ltd. Supermarine nadále pokračovala v konstrukci, stavbě a obchodu pod svým vlastním jménem.
První „pozemní“ letoun firmy Supermarine, který se dostal do výroby, byl slavný a úspěšný Spitfire. Spolu se starším Hurricanem byl Spitfire hlavním stíhačem velitelství Fighter Command, který bojoval během bitvy o Británii v létě 1940.
Mezi další letouny z této doby patří Seafire (námořní verze Spitfiru). Dále Spiteful a Seafang – nástupci Spitfiru a Seafiru, a také létající člun Walrus. Po válce zde vznikl první proudový stíhač Royal Navy Supermarine Attacker, vyvinutý ze Spitfiru. Attacker byl následován strojem Supermarine Swift a posledním letounem firmy Supermarine – Supermarine Scimitar.
V roce 1960 se mateřská společnost Vickers-Armstrongs stala součástí British Aircraft Corporation a značka Supermarine zanikla.